# Igor Antón
Igor Antón Hernández (Galdácano, Biscaia, 2 de março de 1983) é um ciclista espanhol, vencedor entre outras de uma etapa da Volta a Espanha de 2006, duas da Volta a Espanha de 2010 onde também foi líder durante várias jornadas, uma do Giro d'Italia de 2011 e uma da Volta a Espanha de 2011. Estreia como profissional em 2005 no elenco da equipa Euskaltel-Euskadi, até que em 2013 passou de novo Euskaltel Euskadi. Depois do desaparecimento desta equipa no final de 2013, assinou contrato com o Movistar de Eusebio Unzué. É também conhecido com o apelido Fuji como em sua infância teve uma bicicleta dessa por então pouco conhecida marca.
Destaca-se nos finais montanhosos ao ser um ciclista escalador, mas pelo contrário tem maiores dificuldades nas etapas planas. Depois dos seus bons primeiros anos como profissional, foi considerado uma das grandes promessas do ciclismo basco. No entanto as suas más atuações em momentos chave, incluindo uma queda na Volta a Espanha de 2008 quando aspirava a entrar no pódio, tem feito que não possa conseguir grandes vitórias para além das etapas vencidas na Volta a Espanha e no Giro d'Italia.

## Trajetória desportiva

### Inícios no ciclismo
A sua primeira bicicleta, uma bicicleta de montanha, chegou-lhe com seis anos ainda que começou a praticar o ciclismo de competição com nove anos na Escola de Ciclismo de Galdácano onde esteve oito anos. Também era aficionado à pelota basca mas finalmente decidiu-se pelo ciclismo.

### Ciclismo júnior, juvenil e amador
Com 17 anos entrou na estrutura do Olarra-Consultec, que passou a se chamar posteriormente Orbea-Olarra (posteriormente Orbea e equipa do Euskaltel-Euskadi). Sua emergente trajetória despoletou em seus dois anos júnior, nos que somou treze vitórias. Foi em seu passo por dita categoria quando decidiu que ia ser ciclista, quando finalizou quinto na Volta Internacional ao Besaya (única corrida de júnior em Espanha de carácter internacional) com a Seleção de Euskadi da categoria. Em seus três anos na categoria sub-23 (desde o ano 2002 até 2004) obteve vários bons resultados com sete vitórias totais nos que destacam o segundo posto no Troféu Lehendakari e o campeonato de Biscaia sub-23 de contrarrelógio de 2003 e uma etapa na Volta a Lérida em 2004.

### Ciclismo profissional

#### Começos no profissionalismo

##### 2004: estreia
Em setembro do 2004 estreia como profissional à prova (stagiaire) com a equipa Euskaltel-Euskadi no Tour do Porvenir, onde finalizou no posto 48. Posteriormente disputou o Mundial da categoria sub-23, e finalmente chegou-lhe a confirmação que a equipa basca lhe ia fazer contrato profissional para as seguintes duas temporadas.

##### 2005
Com só uns poucos meses como profissional causou muito boa sensação na primeira parte da temporada. Na Volta à Romandia foi o primeiro corredor da equipa na classificação geral, deixando-se ver na etapa rainha. Pouco depois, no Giro de Itália ao que foi a última hora por doença de Joseba Zubeldia, realizou um surpreendente ataque passando a Paolo Bettini no Alto de Santa Tecla, quando todos os classicómanos estavam a lançar a corrida em procura da vitória. Depois, também ficou durante uns quilómetros no grupo cabeceiro na etapa rainha a seu passo pelo Finestre ajudando posteriormente ao seu chefe de fileira Samuel Sánchez e sendo o segundo da equipa naquela durissima etapa.
Por essa estreia com apenas 22 anos numa prova tão exigente, num princípio, os diretores da equipa levaram-lhe com a intenção de aguentar uns poucos dias, ainda que finalmente os técnicos repensaram a situação e deixaram-lhe que pudesse finalizar a corrida, podendo disputar a etapa rainha. Também, as circunstâncias da participação da equipa Euskaltel-Euskadi no Giro foram especiais, já que era a primeira vez na história que participava na ronda italiana, por obrigação do ProTour, pelo que nem os corredores nem os diretores tinham nenhuma experiência prévia de como enfrentar a corrida italiana.
Durante o resto da temporada Igor não conseguiu nenhuma outra atuação em destaque.

#### 2006: primeira vitória na Volta
Em 2006 Igor Antón não tinha previsto ir a nenhuma Grande Volta ainda que entrou nas reservas da Volta a França e finalmente entrou na equipa da Volta a Espanha onde ganhou uma etapa; concretamente a etapa com final no alto de Calar Alto, conseguindo assim sua primeira vitória numa das "três grandes por etapas" à idade de 23 anos. A vitória chegou depois de atacar duas vezes: na primeira ocasião foi atingido por Alexandr Vinokourov e Alejandro Valverde, e depois, aproveitando da vigilância no grupo de favoritos (formado pelos dois anteriormente mencionados, Samuel Sánchez, Carlos Sastre e ele mesmo), o tentou uma segunda vez podendo chegar à meta em solitário. Umas etapas antes já tinha destacado no Alto do Castillo em Cuenca, coroando entre os cinco primeiros numa etapa na que, depois de um reagrupamento, Samuel Sánchez obteve a vitória atacando na descida. Antón finalizou décimo-quinto na classificação geral da Volta.
O corredor melhorou o seu bom final de temporada na Escalada a Montjuic, onde se fez com o triunfo graças à vitória conseguida na etapa contrarrelógio Outros postos destacáveis obteve-os nas clássicas montanhosas da Alcobendas (quinto) e Urkiola (terceiro depois de ter imposto um exigente ritmo para que ganhasse o seu chefe de filas Iban Mayo). Graças a esses bons resultados ao longo da temporada renovou com a equipa mais duas temporadas.

#### 2007
A princípios de 2007 não conseguiu vitórias, ainda que se deixou ver em corridas como a Volta a Castela e Leão (quarto) e clássicas como G. P. Miguel Indurain e Clássica de Primavera, entrando em dois últimas entre os dez primeiros. Em maio conseguiu a vitória numa chuvosa etapa do Volta à Romandia na que não o teve fácil, já que após atacar se lhe uniram Thomas Dekker, John Gadret e Chris Horner, a quem venceu no sprint do quarteto, Antón terminou sétimo na classificação geral. Depois foi segundo na classificação geral do G. P. Paredes Rota dos Móveis.

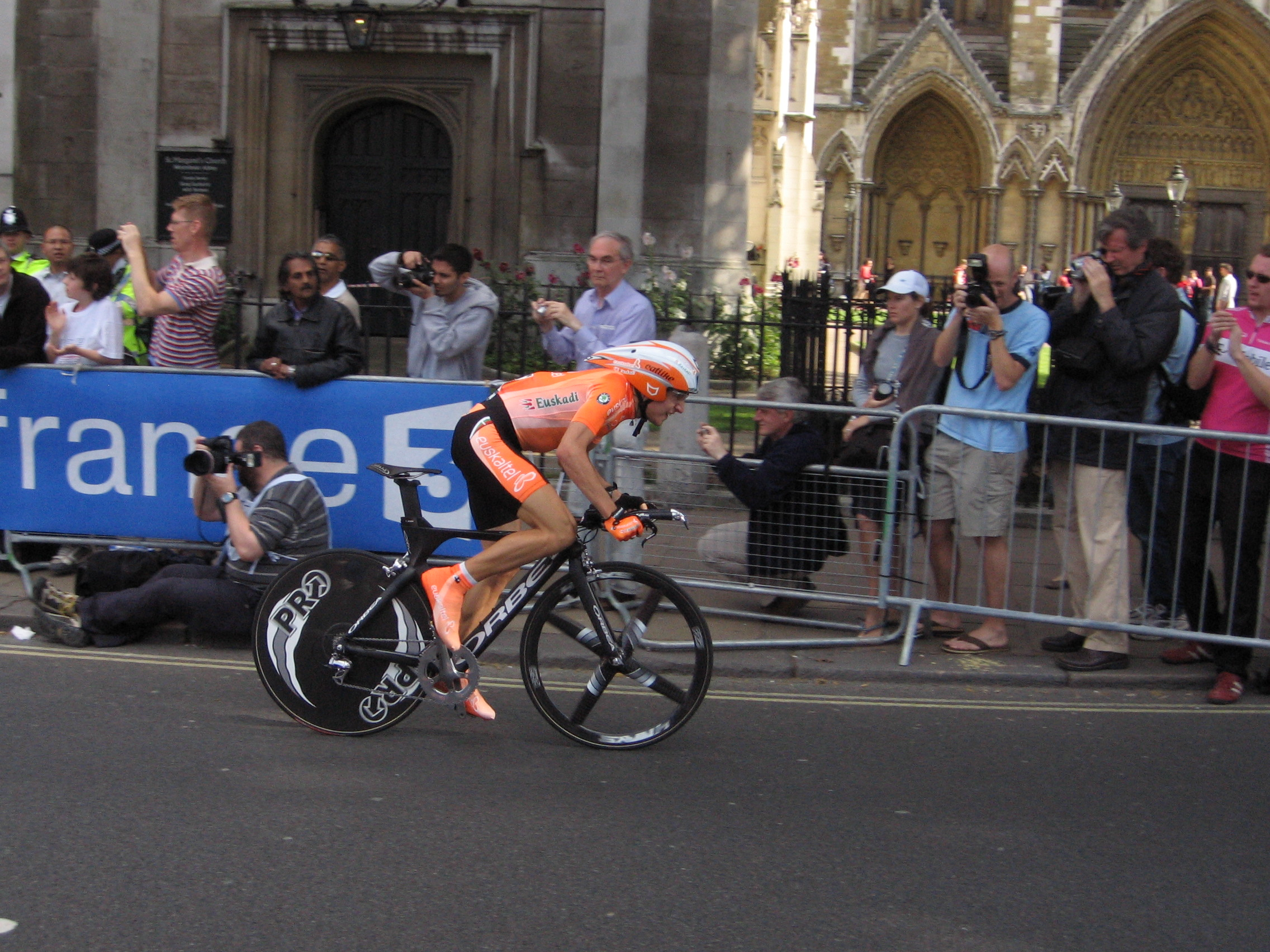
Igor Antón no prólogo de Londres do Tour de França de 2007

Antes da estreia na Volta a França renovou até 2010, mas teve uma amarga estreia nessa corrida. Assim, ainda que conseguiu se escapar do pelotão (ainda que sem chegar a contactar com a cabeça da corrida) na oitava etapa com final em Le Grand-Bornand, a primeira etapa de montanha dessa edição, finalmente decidiu se retirar por falta de forças na décima-primeira etapa. Na Volta a Espanha realizou um bom papel ajudando a seu amigo e chefe de filas Samuel Sánchez, ajudando assim a que este conseguisse subir ao pódio da classificação geral; Igor Antón entrou no top 10 da classificação geral, ao finalizar oitavo.

#### 2008
Em 2008 não teve um bom início devido a umas dores nos seus dois calcanhares de Aquiles, danificados na Paris-Nice, que lhe impediram render a um bom nível em seu primeiro objetivo da temporada: a Volta ao País Basco. Dois meses depois, já recuperado, conseguiu um segundo posto na classificação geral da Bicicleta Basca, que não obstante soube a derrota porque descaiu quando praticamente a tinha vencida: a sua vantagem era de 10 segundos sobre o seu perseguidor Eros Capecchi uma vez superado o alto de Usartza, a pouco menos de 1.500 metros da meta da etapa final da corrida, mas Capecchi reduziu a vantagem e superou-lhe chegando Igor 7 segundos por trás do italiano.
Pouco depois conseguiu uma vitória de etapa na Volta à Suíça depois de atacar dentro do último quilómetro e de novo debaixo de umas adversas condições climatéricas, vitória que lhe supôs vestir o maillot amarelo de líder durante três dias, até que lho arrebatou Kim Kirchen em outra etapa com final em alto. Antón terminou terceiro na classificação geral, subindo ao pódio final de Berna.«Kreuziger coroa-se em Suíça». Notícias de Gipuzkoa. Consultado em 17 de setembro de 2008. Cópia arquivada em 26 de junho de 2008</ref>
Não participou na Volta a França para preparar a Volta a Espanha, à que foi como chefe de filas da equipa. Depois de perder pouco tempo na contrarrelógio da Cidade Real (já que era o pior dia para as suas características de escalador), concretamente 2'35" com respeito ao vencedor Levi Leipheimer, esteve com os favoritos nas etapas dos Pirenéus: foi quarto na etapa na que chegou em cabeça o trío formado por Contador, Valverde e ele mesmo (ganhando Valverde o sprint do grupo). Antón situou-se assim sexto na classificação geral provisória, mas no dia da etapa rainha dessa Volta a Espanha sofreu uma queda no porto prévio ao Angliru (O Cordal), fraturando a clavícula e o fêmur, que o obrigou a abandonar a corrida. O acontecimento pôs fim à sua temporada devido a uma longa recuperação que o obrigou a estar dois meses sem poder andar e tendo que fazer provas para voltar a pedalar de forma similar com ambas as pernas. Por esse motivo não teve opções de entrar em "9" espanhol do Mundial de Varese, para o que tinha sido pré-selecionado.

#### 2009
Depois de recuperar da lesão preparou no ano para disputar a Volta a França e possivelmente a Volta a Espanha, pelo que enfrentou uma primeira parte da temporada com poucas corridas e pouco protagonismo nelas. A destacar somente a atividade que se mostrou na sua primeira corrida da temporada, a Clássica de Amorebieta (para a que se inscreveu à última hora), apanhando várias fugas e sendo segundo na classificação da montanha. Aproximando às datas do início da Grande Boucle, começou a aparecer em corridas importantes, como a Dauphiné Libéré e o Campeonato da Espanha em Estrada, neste último com um quinto posto no final montanhoso de Soplao.
Apesar dessa boa aproximação, teve um Tour discreto, no que só se lhe viu timidamente nas últimas etapas de montanha, sobretudo na 16ª etapa (segunda jornada alpina) na que entrou na fuga junto a seus colegas de equipa Gorka Verdugo e Astarloza (vencedor em primeiro lugar, e de quem posteriormente se soube que tinha dado positivo por EPO num controle antidoping prévio), nessa jornada Antón atacou uma vez no último porto, ainda que sem demasiadas forças. Pese a não destacar no Tour, só seis dias após o acabar conseguiu impor na Subida a Urkiola; Igor reconheceu que ganhar no Santuário era um sonho pela sua especial relação com o dito porto.
Pouco depois da vitória em Urkiola confirmou-se que correria a Volta a Espanha, não de líder da equipa como na edição passada mas de gregário de luxo de Samuel Sánchez, ainda que sem descartar aproveitar oportunidades de conquistas pessoais. Pese a essas expectativas de poder ter protagonismo na corrida só teve uma atuação um pouco melhor que a que a do Tour com o que em nenhum momento teve opções de vitória. A nível individual como melhor posto foi quinto na etapa com final em Ávila depois de apanhar a fuga que chegou à meta. A nível coletivo ajudou a Samuel nos primeiros quilómetros de alguns portos, sobretudo em Serra Nevada. Por isso também não entrou nos "9" espanhóis que disputaram o Campeonato do Mundo apesar de que, ao igual que no ano passado, também estivesse pré-selecionado.

#### 2010: de volta aos bons resultados e à má sorte

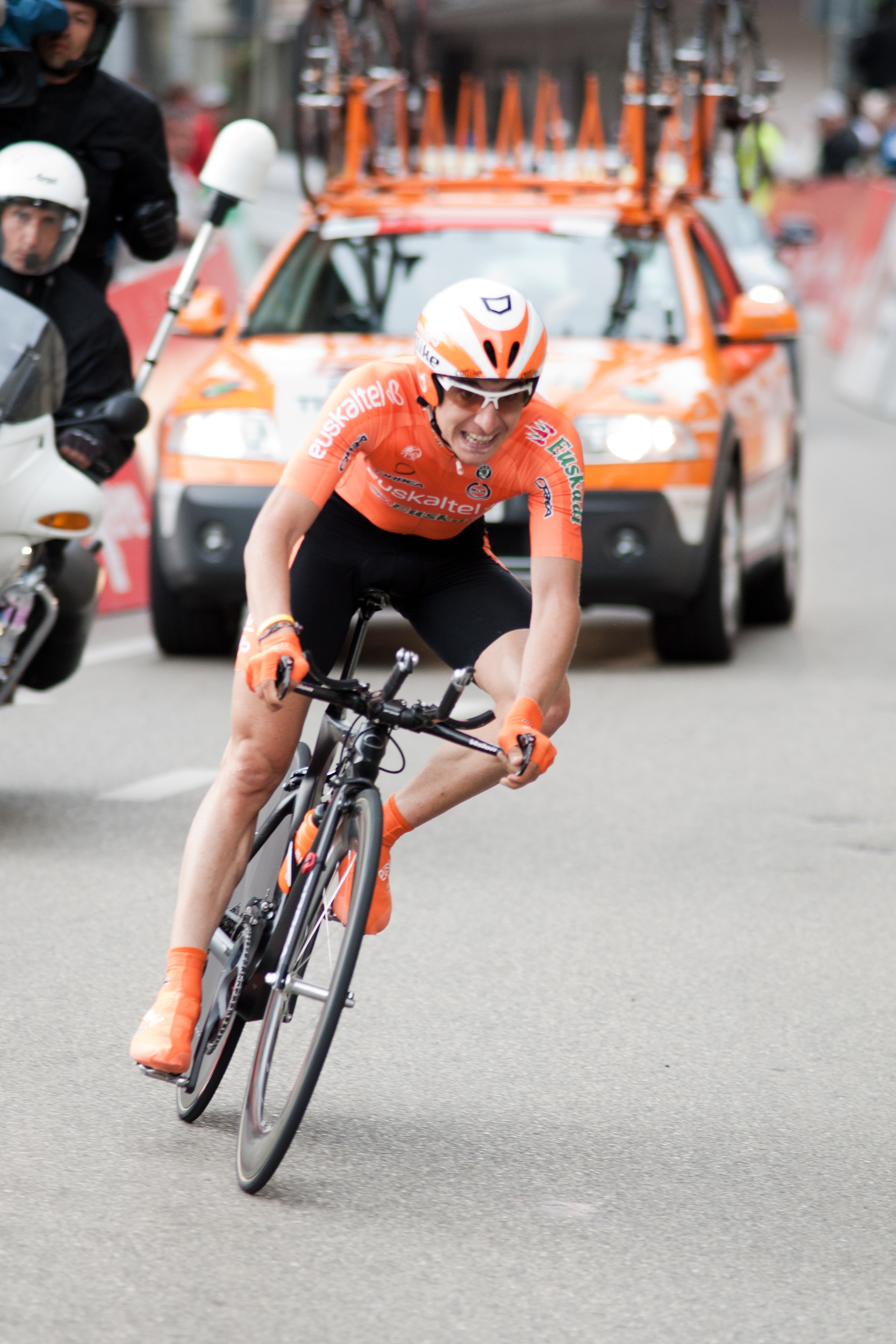
Igor Antón na contrarrelógio do Tour de Romandia de 2010

Depois de uma temporada duvidoso de 2009 na que não destacou nas Grandes Voltas e mal teve protagonismo em outras corridas (salvo a vitória em Urkiola) desde a equipa decidiram que preparasse unicamente a Volta a Espanha ainda que também devia estar em boa forma em algumas corridas de primavera. Depois de demonstrar no final de março que já tinha voltado a um bom nível na Volta a Catalunha (onde foi 11º), já em abril confirmou ditas prestações onde foi segundo da Klasika Primavera e pouco depois ganhando uma etapa na Volta a Castela e Leão onde também foi terceiro na contrarrelógio da penúltima etapa conseguindo assim a segunda posição na geral final a menos de um minuto do vencedor, Alberto Contador. Pouco depois destacou nas Clássicas das Ardenas nas que foi quarto na Flecha Valona (depois de impor um forte ritmo que rompeu o grupo na subida final ao Muro de Huy) e sexto na Lièje-Bastogne-Lièje. Em maio disputou o Tour da Romandia onde a falta de montanha fez reduzir as suas opções de triunfo mas ainda assim conseguiu ser o vencedor da última etapa na que em princípio foi segundo de um reduzido grupo formado por Alejandro Valverde, Simon Špilak, Denis Menchov e ele mesmo mas depois da desclassificação de Valverde por causa do Caso Valverde lhe foi adjudicada a vitória e também essa sanção lhe fez ser 10º no geral final. Para finalizar esse primeiro ciclo de corridas disputou a Volta a Baviera onde foi 9º.
Nas corridas de vários dias de aproximação à Volta a Espanha (Volta à Comunidade de Madrid e Volta a Burgos) deixou-se ver nos postos atacantes. Já, na Volta a Espanha, depois de um grande começo na que foi vencedor de duas etapas e com o maillot vermelho de líder, na 14º etapa sofreu uma queda, na que também esteve envolvido o seu colega Egoi Martínez, que lhe fez abandonar a corrida. Antes que ele, o último corredor a abandonar a Volta a Espanha sendo de líder foi Sean Kelly na edição de 1987 a apenas três dias da final. Apesar de no momento do abandono ainda falta-se uma semana para a finalização da corrida muitos colegas de pelotão, diretores e jornalistas viram a Antón como grande favorito a ganhar declarando que era o "homem mais forte" inclusive prognosticando que de não se ter produzido a queda teria vencido a ronda espanhola.

#### 2011: Giro de Itália e Volta a Espanha como objetivos
No Giro de Itália, proclamou-se vencedor da 14.ª etapa, com final no Monte Zoncolan, superando ao líder Alberto Contador em 33 segundos. Ainda que posteriormente Alberto foi desclassificado devido ao Caso Contador. Ao dia seguinte da sua vitória sofreu um desfalecimento e se desentendeu da classificação geral.
No entanto, na Volta a Espanha, quando era um claro favorito para a vitória final, não pôde estar com os melhores nas primeiras etapas de montanha. Não obstante, na última semana pôde recuperar-se e adjudicou-se na 19.ª etapa com final em Bilbau adiante de toda a sua torcida. Assim, também durante essa última semana foi sexto no final no Angliru e quinto em Peña Cabarga.
As suas últimas corridas da temporada foram a Volta a Pequim onde se fez com a classificação da montanha e o Volta à Lombardia onde foi 15º.

#### 2012: Volta a Espanha, único objectivo
Face a que não lhe ocorresse a do passado ano centrado todo o seu calendário em chegar em plenas condições à Volta a Espanha, não obstante, pretendia mostrar um bom nível no mês de abril. Por fim chegaria a volta e supostamente chegava com um muito bom momento , mas nas etapas de montanha passou a um terceiro grau de favoritos perdendo assim a sua oportunidade de pódio e de triunfo, e conformando-se com um nono posto a 14:01 do vencedor, Alberto Contador.

#### 2013
Após o seu falhanço na Volta a Espanha, pôs como objetivos a Volta ao País Basco e o tríptico das Ardenas, mas um desfalecimento na quarta etapa de Volta ao País Basco deixou-o a mais de 3 minutos do vencedor do dia Nairo Quintana, que deixá-lo-ia sem oportunidades de triunfo, pódio ou top 10. Mais tarde mostra-se melhor nas Ardenas mas longe do seu melhor nível, sendo a sua melhor atuação em ditas clássicas o posto número 9 na Flecha Valona.
| - 2006 - 1 etapa da Volta a Espanha - Escalada a Montjuic, mais 1 etapa - 2007 - 1 etapa do Volta à Romandia - 2008 - 1 etapa da Volta à Suíça - 2009 - Subida a Urkiola | - 2010 - 1 etapa da Volta a Castela e Leão - 1 etapa do Volta à Romandia - 2 etapas da Volta a Espanha - 2011 - 1 etapa do Giro d'Italia - 1 etapa da Volta a Espanha - 2015 - Volta às Astúrias, mais 1 etapa |

## Resultados em Grandes Voltas
Durante a sua carreira desportiva conseguiu os seguintes postos nas Grandes Voltas:
| Corrida | Corrida         | 2005 | 2006 | 2007 | 2008 | 2009 | 2010 | 2011 | 2012 | 2013 | 2014 | 2015 | 2016 | 2017 | 2018 |
| ------- | --------------- | ---- | ---- | ---- | ---- | ---- | ---- | ---- | ---- | ---- | ---- | ---- | ---- | ---- | ---- |
|         | Giro d'Italia   | 83.º | —    | —    | —    | —    | —    | 17.º | —    | —    | 37.º | 38.º | 28.º | 62.º | Ab.  |
|         | Tour de France  | —    | —    | Ab.  | —    | 66.º | —    | —    | —    | 23.º | —    | —    | —    | —    | —    |
|         | Volta a Espanha | —    | 15.º | 8.º  | Ab.  | 33.º | Ab.  | 33.º | 9.º  | 20.º | —    | —    | Ab.  | 35.º | 44.º |

—: não participa

Ab.: abandono

## Equipas
- Euskaltel-Euskadi (2004[77]-2012)
- Euskaltel Euskadi (2013)
- Movistar Team (2014-2015)
- Dimension Data (2016-2018)

- Euskaltel-Euskadi (2004[77]-2012)
- Euskaltel Euskadi (2013)
- Movistar Team (2014-2015)
- Dimension Data (2016-2018)